# Matantei Loki Ragnarok
Matantei Loki Ragnarok (魔探偵ロキ RAGNAROK Matantei Roki RAGNAROK?) es un manga escrito e ilustrado por Sakura Kinoshita, publicado durante el periodo de agosto de 1999 a octubre de 2004 en Japón. Dicho manga lo ha publicado la editorial Ivrea en España. Los primeros siete volúmenes fueron publicados bajo el nombre Matantei Loki (魔探偵ロキ Matantei Roki?) Shōnen Gangan, y los últimos 5 fueron publicados en la revista Comic Blade con el nombre completo. Además se produjo una serie de anime de 26 episodios emitidos en Japón del 5 de abril al 27 de septiembre de 2003, distribuido en España por Jonu Media y emitida en el Canal Buzz y Kitz y también ha sido doblada en catalán y emitida en K3.; cuya historia se basa, a pesar del nombre, en los hechos acaecidos durante la primera parte de la serie. En Latinoamérica fue transmitido en Animax desde agosto de 2006. 
En 2011, después de seis años, sale el nuevo manga "Matantei loki ragnarok shin sekai no kamigami"(Detective Mítico Loki Ragnarok: Los Dioses del Nuevo Mundo) el 25 de agosto de 2011.

## Argumento
Loki es un poderoso Dios nórdico, que fue juzgado por Odín por cometer un pecado en Asgard (Reino de los Dioses) y debido a ello fue desterrado a Midgard (la Tierra) con la forma física de un niño de casi 9 años. Para poder volver al Mundo de los Dioses, Loki captura espíritus con esencia maligna, los cuales le devolverán su poder y así podrá regresar a Asgard.
En la Tierra, Loki funda una Agencia de Detectives (Agencia de Detectives Enjaku) la cual se dedica a resolver misterios. El primer cliente de dicha agencia es una adolescente llamada Mayura Daidōji, quien está profundamente interesada en los fenómenos paranormales y en los misterios. Esto la condujo a encontrarse con una muñeca poseída, que hablaba sola, sin ningún tipo de cuerda, y que confundió a Mayura con su antigua dueña, quien había muerto en un incendio. La muñeca desaparece y por eso Mayura busca a la Agencia de Detectives, quedando muy impresionada cuando observa que el investigador es sólo un niño. 
Luego de resolver el caso de la muñeca, Mayura decide trabajar en la agencia y está segura de que si se queda "le pasarán muchas cosas misteriosas".
Conforme avanza la historia, Odín envía a diferentes dioses para poder asesinar a Loki y al fin deshacerse de él, con lo cual le causa varias desventuras y problemas al Dios desterrado en su lucha por volver a Asgard.

## Personajes
- Loki ロキ

Seiyuu: niño: Yuriko Fuchizaki, seiyuu, adulto: Takahiro Sakurai
Actor de doblaje: Gonzalo Fumero (niño y adulto).
El personaje principal masculino de la serie. Es el Dios nórdico de las Travesuras, quien fue convertido en un niño y desterrado a la Tierra por Odín, Rey de Dioses, por lo cual se dedica a recolectar suficientes espíritus malignos para volver a Asgard. A pesar de haber sido encerrado en el cuerpo de un estudiante de primaria, de vez en cuando logra retornar a su forma original, la cual es la de un apuesto joven. Su cabello es castaño claro y sus ojos son verdes en sus dos formas físicas. Tiene tres hijos: Yamino, Fenrir y Hela. Cuando hace uso de sus poderes sus ojos se tornan carmesí brillantes y convoca a un báculo que termina en forma de una Luna Creciente. 
- Mayura Daidōji 大堂寺繭良

 seiyuu: Yui Horie
Actriz de doblaje: Anabella Silva
El personaje principal femenino de la serie. Es una chica de diecisiete años obsesionada con los fenómenos paranormales y deseosa de convertirse en una detective, algún día. No es consciente de la verdadera personalidad de Loki o los demás y jamás se lo cruzaría por la cabeza puesto que no cree en los dioses, ya que cuando era pequeña rezó para que su madre enferma no muriera, sin éxito. Su cabello es largo y rosado, mientras que sus ojos son un marrón rojizo.
- Misao Daidōji

Es el padre de Mayura. Su esposa murió años atrás, causando que él se volviera muy sobreprotector para con su hija pues es muy temeroso de perderla a ella también. Al principio, Misao no acepta la afición de Mayura por las cosas misteriosas, pero la fuerza de voluntad de su hija le hace replantear sus pensamientos. Trabaja haciendo exorsimos y expulsando malos espíritus de los hogares. Es capaz de ver espíritus, a diferencia de Mayura, quien parece no tener el nivel de energía espiritual suficiente como para poder hacerlo. Su cabello y ojos son oscuros y siempre tiene ojeras.
- Yamino Ryūsuke 闇野竜介

seiyuu: Shinichirou Miki
Uno de los hijos de Loki, su verdadero nombre es Jörmundgander. En la Tierra se presenta con la forma de un humano común y corriente, trabajando en la agencia de su padre como un mayordomo aficionado a las compras por correspondencia en internet. Adora cocinar, limpiar y hacer las tareas domésticas. Hace todo lo que Narugami/Thor le ordene debido a que le teme. Es la mítica serpiente Midgard Zolom, la cual era tan salvaje que fue desterrada de Asgard a la Tierra, a las profundidades del mar, donde no hizo más que esperar a su padre y crecer. hasta ser capaz rodear la Tierra. En su forma humana, su cabello es verde oscuro está recogido en una pequeña cola de caballo, mientras que sus ojos son azules y están siempre detrás de unas gafas redondas.
- Fenrir フェンリル

seiyuu: Hirofumi Nojima
Es uno de los hijos de Loki. En la Tierra toma la forma de un pequeño perro negro, aunque su verdadera forma es la de un feroz lobo gigante. Fue liberado de sus cadenas por su hermana Hela, y al llegar al mundo humano, es acogido por Mayura, quien rápidamente pide a Loki que lo adopte, porque el padre de Mayura no lo quería en su casa. Al reconocer a su hijo en ese perro, Loki se queda con él. Es muy vanidoso y toma a Mayura por una tonta, pero cuando su padre está en la sala se vuelve extremadamente adulador y cariñoso. Aparece por primera vez en el capítulo 14.
- Hela (Hel) ヘル

Seiyuu: Omi Minami
Actriz de doblaje: Jhaidy Barboza
Es hija de Loki. Es la diosa del inframundo y está enfadada con su padre porque cuando él fue desterrado, ella creyó que él la extrañaría. Por supuesto, la extrañaba, pero su vida seguía siendo feliz en la Tierra, con sus dos hijos y Mayura. Entonces ella se creyó olvidada y decidió vengarse de su padre. Es presentada como una adolescente misteriosa, seria y enamorada de los libros. Su cabello es largo, ondulado y de un rosa desteñido, no tan vivo como el de Mayura. Sus ojos tristes son de un color verde musgo apagado y están detrás de unas gafas redondas iguales a las de su hermano, Yamino.
- Narugami/Thor 鳴神

 Seiyuu: Shoutarou Morikubo
Actor de doblaje: Ezequiel Serrano
Es el dios del trueno que fue enviado por Odín para asesinar a Loki. Al no encontrar motivos para matarlo, decide volver a Asgard sin cumplir su misión, pero - pequeño problema - Odín no le dijo cómo volver. Él lo traería de vuelta al acabar su misión, por lo cual se queda estancado en el mundo de los humanos como un adolescente de diecisiete años, compartiendo clases con Mayura e intimidando a Yamino cada vez que puede. El drama de su vida es que nunca dura en ningún trabajo, casi siempre basados en cocina, por eso siempre se lo ve buscando uno o tratando de mantenerlo. Siempre lleva consigo un palo de madera llamado Mjollnir, que según la mitología es el martillo de Thor, pero que aquí está disfrazado. Es muy gracioso y alegre. Siempre trata de hacerse el rudo, pero a la única persona a la que le hace efecto su absurda agresividad es al pobre de Yamino, que corre a complacerlo por el miedo que le tiene. Su cabello y ojos son castaños.
- Reiya Oushima 大島玲也

Seiyuu: Rika Komatsu
Actriz de doblaje: Yensi Rivero
Es una niña pequeña de la misma edad de Loki. En realidad, esta figura infantil es sólo una ilusión, ya que la verdadera niña murió en un accidente junto a su familia. Reiya es la encarnación de Freya que fue expulsada de Asgard por pedirle a Odín que le permitiera a Loki volver. Esta niña no recuerda ser la encarnación de esa diosa cuando está en su forma humana. Es una niña tierna, dulce y sincera que se enamoró perdidamente del Loki pequeño en cuanto lo conoció. Esto se debe a los sentimientos de la diosa por el Loki adulto. Puede cambiar a su forma de deidad gracias al collar sagrado Brisingamer, perteneciente a la diosa. Tiene cabello rizado de color chocolate y siempre usa dos moños a los costados, y sus ojos son violetas.
- Freya

Seiyuu: Junko Asami
Actriz de doblaje:Yensi Rivero
Freya fue desterrada a la Tierra por Odín debido a que le pidió que le permitiera volver a Loki a Asgard, aunque, a diferencia de este, no se le permitió conservar sus recuerdos y fue convertida en una niña que había desaparecido tras un accidente, llamada Reiya. Puede volver a su forma original gracias a Brisingamer, que es un collar el cual está encantado para que esto ocurra. Más tarde, no depende más del collar para poder cambiar, debido a que su otra vía natural de transformación es cuando deja fluir libremente su enfado, trsiteza o celos. Es la hermana menor de Frey y lo trata mal la mayor parte del tiempo, porque le dice que "estorba", pero él la ignora y sigue contento de verla sana y salva. Está perdidamente enamorada de Loki, siendo muy romántica, amable y seductora con él, ya sea en su forma de niño o cuando está en forma de adulto, aunque a veces es muy ruda y temible debido a que sus celos o frustración estallan. Ha intentado besarlo reiteradas veces, pero él siempre la rebota. Sus rizados y largos cabellos son rubios y sus ojos son violetas.
- Frey

seiyuu: Takehito Koyasu
Es el hermano mayor de Freya y le tiene un gran afecto. Vino a la Tierra por órdenes de Odín para asesinar a Loki, pero también utilizó su envío al mundo humano para encontrar a su querida hermana. Logró atraer la atención de Loki haciéndose famoso como "Frey el Ladrón" y robando artefactos que con las iniciales se formara la palabra L-O-K-I, retándolo de esa manera a un encuentro. También lo llaman Kaitō. Él está enamorado de Mayura ya que la ve como "su Nadeshiko". La llama Princesa de mis Sueños lo cual hace que Mayura se incomode un poco. Es torpe pero de buen corazón. Es un estilo Yamino con respecto a las compras, sólo que en vez de utilizar las compras de envío por correspondencia utiliza las promociones de los supermercados, al estilo 2X1. Su compañero es una especie de cerdo metálico que vuela llamado Bōjin-Burstí (Gullinbursti). Su arma es un gran barco con millares de potentes cañones y extravagantes armas y cohetes. Tiene el cabello un poco largo y de color marrón y sus ojos son azules.
- Heimdall

Seiyuu: Romi Paku
Actor de doblaje: Johnny Torres
Es el gruñón Dios de la vigilancia, que puede controlar a las aves y a la gente. También fue convertido en un niño y enviado a la Tierra por Odín para asesinar a Loki. Secuestró a Mayura para obligar a este a que fuera a su encuentro. Heimdall odia a Loki porque cree que fue él quién le arrancó el ojo derecho. Esto es mentira, fue el mismo Odín quién lo hizo y engañó a Heimdall para que le tuviera rencor a Loki y accediera gustoso a matarlo. En el animé besó a Mayura y se excusó con que era extranjero, pero en realidad fue para provocar a Loki, quien no estaba muy contento cuando Heimdall hizo eso. Es el compañero de Frey, y hay veces en las que no soporta que este sea tan torpe y atolondrado. Su cabello es violeta y cubre la parte del rostro en la que debería estar su ojo derecho. Su ojo sano es oscuro y usa guantes de amaestamiento de aves.
- Las Hermanas Norns

Así se llaman las diosas del destino:
Vernandi seiyuu: Mamiko Noto, 
Urd seiyuu: Mariko Suzuki 
y Skuld seiyuu: Mai Nakahara
Son un trío de chicas que vinieron a la Tierra con el propósito de asesinar a Loki, tras falsos testimonios de Odín. Al ser las tres muy inteligentes y astutas, ponen a prueba diversos y variados planes maléficos que pondrán en peligro no sólo a Loki, sino también a sus dos hijos y a Mayura. Skuld se enamora de Loki durante el anime, por lo cual decreta que "no se puede luchar con alguien que amas" y decide dejar de intentar matarlo. Sus hermanas, que no estaban dispuestas a desobedecer a Odín, pero que no querían hacer sufrir a Skuld, también renunciaron a la misión, quedando las tres en la Tierra. En el anime, Vernandi es la bella mujer de cabello marrón largo y ojos tranquilos y dorados; Urd es la chica de cabello color arena corto y ojos del mismo tono, también apacibles; mientras que Skuld es la típica adolescente hermosa de cabello largo y rubio con largas coletas y ojos verdes divertidos, ligeramente penetrantes.
- Odín

Es el Rey de los Dioses. Quiere asesinar a Loki, para ello, envía a multitud de dioses engañados, incluyendo a la propia hija de Loki, para que hagan el trabajo. La verdad es que quiere deshacerse de él porque lo ve como una amenaza que puede llegar a quitarle su poder y destronarlo. Por eso desea su eliminación. En el anime jamás aparece en su forma humana. Siempre se le ve como un ojo color carmesí y también está simbolizado en una flor. Nunca ha hablado directamene, prefiere usar "intermediarios", es decir otras personas u objetos, por eso se desconoce su voz. Cierta vez utilizó a Mayura para comunicarse con Loki. En el manga ya aparece con su forma humana. Es de cabello platinado, tiene el mismo peinado que Mayura, pero más largo aún. Siempre tiene una sonrisa de suficiencia dibujada en su rostro.
- Spica

Es la reencarnación de la esposa de Loki, la giganta Angrboda, con la cual tuvo a sus tres hijos: Yamino (Jörmundgander), Fenrir y Hela (Hel). Aparece tanto en el manga como en el anime, aunque en este último solo se la ve durante los últimos minutos del último capítulo y nunca se logra deducir a cierta ciencia de quién se trata. Es una joven de cabello morado corto y rizado que perdió sus recuerdos y no puede hablar, es decir, es muda. Fue enviada por Odín a la Tierra con la misma misión que todos: asesinar a Loki, aunque ella no recuerda eso. Comienza a trabajar en la Agencia como una mucama. Cada vez que intenta acabar con Loki entra en una especie de trance, en cual no responde a su nombre y se encuentra en cierto modo ausente. Cuando vuelve en sí, se desmaya y no recuerda lo ocurrido.

## Manga
El manga de Matantei Loki fue publicado en la revista Shonen Gangan desde diciembre de 1999 y terminó en 2001. Tuvo una continuación serializada en la revista Comic Blade con el nombre de Matantei Loki Ragnarok en 2003. En español la editorial encargada de su publicación fue Ivrea y en inglés por ADV Manga.

## Banda sonora
- Opening: "Rakuen no Tobira (楽園の扉)" (Puerta al Paraíso) por White Bound.
- Ending: "Believe in Heaven" (Creer en el cielo) por Shinichirō Miki.

## OST
Matantei Loki Ragnarok OST 1
1. The Door to Paradise (TV Edition)
2. Demon God of Scandinavia
3. Color of the Heart
4. Daidouji Mayura
5. Yamino Ryuusuke
6. Furei
7. Furei's Precious Princess
8. Loki's Sigh
9. God's Region
10. Strange Space
11. Mama
12. Victim
13. Buriishingu's Necklace
14. Comrade
15. Evil Energy
16. Tranquil Days
17. Light
18. Bond
19. Unraveling a Mystery
20. Demon Detective Loki
21. Mysterious Mystery
22. Clue of Solution
23. Fureiyaa no Namida
24. Arata na Nazo
25. Karei Naru Tekunikku
26. Yasashii Omoide
27. Kessen
28. Fukushuu no Honoo
29. Supai Taisaku Ikusa
30. Yuugure Kouhiikan
31. Tasogare
32. Hohoemi no Shunkan (Toki)
33. Believe in Heaven (TV Edition)

Matantei Loki Ragnarok OST 2
1. Empty Girl
2. Magical Power
3. Misunderstanding
4. Loki Awakes
5. Matter of Fun
6. Trap of Three Sisters
7. Kami
8. Kenryou no Kimochi
9. Dubious Premonition
10. Sorrow11 - Friends
11. Nakamatachi
12. Old Enemy
13. Serious Battle
14. Otome no Kokoro
15. Sign of the Enemy
16. Tactics
17. Demise
18. Puzzling Combination
19. Town of Illusions
20. Different World
21. Solitude
22. Narugami
23. Innocent Story
24. Pursuit
25. Duel
26. Escaping!
27. Kitchen Sanctuary
28. Kenryou no Yume
29. Hidden Thoughts
30. Fantasy

Matantei Loki Ragnarok - OP ED Rakuen no Tobira OST
1. Rakuen no Tobira
2. Believe in Heaven
3. Rakuen no Tobira (Original Karaoke)
4. Believe in Heaven (Original Karaoke)